# Сидоренко, Георгий Иванович
Георгий Иванович Сидоренко (21 августа 1925, Киев — 30 сентября 2014, Минск) — советский кардиолог. Академик Национальной академии наук Белоруссии (1996; чл.-кор. с 1974), доктор медицинских наук (1969), профессор (1970). Заслуженный деятель науки БССР (1985). Заслуженный изобретатель БССР (1990). Участник Великой Отечественной войны.

## Биография
Окончил Минский медицинский институт (1950). С 1960 г. доцент, с 1961 г. заведующий кафедрой Минского медицинского института, одновременно в 1971—1977 гг. глава лаборатории. В 1977—1993 гг. директор НИИ кардиологии, с 1993 г. главный научный сотрудник-консультант РНПЦ «Кардиология» Министерства здравоохранения Республики Беларусь.

## Научно-практический вклад
Основные труды по проблемам кардиологии, медицинской кибернетики и приборостроения. Разработал методы индивидуализации лечебных процедур, автоматизации экстренного анализа кардиологической информации, анализа сердечно-сосудистой информации при помощи универсальных вычислительных машин. Создал аппараты автоматизированной биоуправляемой диагностики и терапии сердечно-сосудистых заболеваний, участвовал в создании нового поколения лекарственных препаратов сердечно-сосудистого действия.
Автор около 850 научных работ, в том числе 10 монографий и 165 изобретений. Основатель и первый директор Белорусского НИИ кардиологии. Подготовил 17 докторов и 54 кандидата наук.

## Награды
- Государственная премия Республики Беларусь 1996 г. за цикл работ «Создание новых методов и аппаратуры для диагностики сердечно-сосудистых заболеваний на основе микропроцессорных и компьютерных технологий».
- Орден Трудового Красного Знамени (1975)
- Орден Отечественной войны I степени (1985),
- Орден Отечества III степени (2000).

## Основные работы
- Кибернетика и терапия. М.: Наука, 1970.
- Ранняя инструментальная диагностика гипертонической болезни и атеросклероза. Мн., 1973 (в соавт.).
- Импедансная плетизмография. Мн., 1978 (в соавт.).
- Психофизические аспекты кардиологических исследований. Мн., 1982 (в соавт.).
- Инструментальные методы исследований в кардиологии. Мн., 1994 (в соавт.).
- Ишемическая болезнь сердца. Мн., 1997 (в соавт.).
- Руководство по кардиологии. Мн., 2003 (в соавт.).